# Marcelle Bühler
Marcelle Bühler (Uzwil, 6 augustus 1913 - Dijon, 24 juni 2002) was een Zwitserse alpineskiester. Zij nam deel aan de Olympische Winterspelen van 1936.

## Belangrijkste resultaten

### Olympische Winterspelen
| Jaar | Plaats                 | Discipline  | Onderdeel      | Resultaat |
| ---- | ---------------------- | ----------- | -------------- | --------- |
| 1936 | Garmisch-Partenkirchen | alpineskiën | combinatie (v) | 10e       |